# Quatre danses (Smyth)

Les Quatre danses sont une suite de pièces de danses pour le piano de la compositrice britannique Ethel Smyth, composées en 1877.

## Contexte et création
Ethel Smyth compose ses Quatre danses en 1877, à Leipzig. Elle note, à propos de la Sarabande, que « P.S. Il doit être dit que lors de la composition de cette sarabande, ma poêle fumait et un chien aboyait sans répit dans un jardin du voisinage »,.

## Structure
La suite se compose de quatre pièces :
1. Minuett en 
 et en ré majeur ;
2. Sarabande en 
 et en ré mineur ;
3. Minuet en 
 et en la mineur ;
4. Sarabande en 
 et en do mineur.